# Graphania dunedinensis
Graphania dunedinensis là một loài bướm đêm trong họ Noctuidae.